# Microveliinae
Microveliinae – podrodzina pluskwiaków różnoskrzydłych z infrarzędu półwodnych i rodziny plesicowatych.

## Opis
Pluskwiaki drobne, w większości nieprzekraczające 2 mm długości ciała, a maksymalnie osiągające 4 mm. Występuje heteromeria stóp: przednie jednoczłonowe, a środkowe i tylne dwuczłonowe.

## Rozprzestrzenienie
Podrodzina rozsiedlona kosmopolitycznie.

## Systematyka
Do podrodziny tej należy około 10 rodzajów, przy czym większość gatunków zalicza się do rodzaju Microvelia z plemienia Microveliini. Do innych należą Xiphovelia Lundblad, Carayonella Poisson oraz Tenagovelia Kirkaldy.